# Upplands runinskrifter 1127
Upplands runinskrifter 1127, till höger på bilden, är en vikingatida runsten av blågrå granit vid Alunda kyrka, Alunda socken och Östhammars kommun. 
Runstenen är 1,45 meter hög, 0,38 meter bred och 0,3 meter tjock. Runhöjden är 5 till 6,5 centimeter.

## Inskriften
Translitterering av runraden:
fasti ' ak ' iukiʀ ' þi| |iltu ris| |stin aftiʀ bru(þ) sin ' þurot
Normalisering till runsvenska:
Fasti ok Iogæiʀʀ þæiʀ letu ræisa stæin æftiʀ broður sinn Þrond.
Översättning till nusvenska:
Faste och Joger de läto resa stenen efter sin broder Trond.